# Equol
El equol (4',7-isoflavandiol) es un isoflavandiol que la flora bacteriana intestinal metaboliza a partir de la daidzeína, un tipo de isoflavona presente en la soja y otras fuentes vegetales. Mientras que las hormonas estrogénicas endógenas como el estradiol son esteroides, el equol es un estrógeno no esteroide . Solo entre el 30 y el 50 % de las personas tienen bacterias intestinales que producen equol.

## Estructura química
El equol es un compuesto que puede existir en dos formas de imagen especular conocidas como enantiómeros: ( S )-equol y ( R )-equol. El ( S )-equol se produce en humanos y animales con la capacidad de metabolizar la isoflavona de soja daidzeína, mientras que el ( R ) -equol se puede sintetizar químicamente. La estructura molecular y física del ( S )-equol es similar a la de la hormona estradiol. El ( S )-equol se une preferentemente al receptor de estrógeno beta.